# Araǰin Xowmb 2006
L'Araǰin Xowmb 2006 è stata la 16ª edizione della seconda serie del campionato armeno di calcio. La stagione è iniziata il 1º maggio 2006 ed è terminata il 24 ottobre successivo.

## Stagione

### Novità
Al termine della stagione 2005, l'Ararat è stato promosso in massima serie. Successivamente anche il Ganjasar è stato ammesso in massima serie. Lori, Kotayk-2, Vagharshapat, Abovyan ed Erevan United si sono ritirate prima dell'inizio del campionato. Sono state ammesse alla nuova stagione il Patani, Il Ganjasar-2 e lo Yezerk.
Il numero di squadre si è ridotto da dodici a dieci.
Il FIMA Erevan, ha cambiato denominazione in Hay Ari.

### Formula
Le dieci squadre partecipanti si affrontano due volte, per un totale di 18 giornate. La squadra seconda classificate, disputerà uno spareggio promozione-retrocessione con la penultima classificata delle Bardsragujn chumb 2006.

## Classifica
|  | Pos. | Squadra          | Pt | G  | V  | N | P  | GF | GS  | DR  |
|  | ---- | ---------------- | -- | -- | -- | - | -- | -- | --- | --- |
|  | 1.   | P'yownik 2       | 45 | 18 | 14 | 3 | 1  | 80 | 11  | +69 |
|  | 2.   | Lernayin Artsakh | 39 | 18 | 12 | 3 | 3  | 57 | 32  | +25 |
|  | 3.   | Banants 2        | 36 | 18 | 11 | 3 | 4  | 40 | 16  | +24 |
|  | 4.   | Ararat 2         | 34 | 18 | 11 | 1 | 6  | 46 | 24  | +22 |
|  | 5.   | Dinamo Erevan    | 31 | 18 | 9  | 4 | 5  | 36 | 34  | +2  |
|  | 6.   | Patani           | 21 | 18 | 6  | 3 | 9  | 43 | 49  | -6  |
|  | 7.   | Ganjasar 2       | 19 | 18 | 5  | 4 | 9  | 33 | 36  | -3  |
|  | 8.   | Mika Erevan 2    | 17 | 18 | 4  | 5 | 9  | 20 | 24  | -4  |
|  | 9.   | Hay Ari          | 11 | 18 | 3  | 2 | 13 | 22 | 60  | -38 |
|  | 10.  | Yezerk           | 3  | 18 | 1  | 0 | 17 | 12 | 103 | -91 |

Legenda:
      Promossa in Bardsragujn chumb 2006
 Ammessa allo spareggio promozione-retrocessione
Note:
Tre punti a vittoria, uno a pareggio, zero a sconfitta.

## Spareggio promozione/retrocessione
| 18 novembre 2006 |       |               |
| Ulisses          | 4 - 2 | Dinamo Erevan |